# Верхний Киев
Ве́рхний Ки́ев — хутор в Россошанском районе Воронежской области.
Входит в состав Алейниковского сельского поселения.

## История
В 1999 году хутор Верхнее Киевское был переименован в Верхний Киев.

## Население
| 2010 |
| ---- |
| 53   |

## Улицы
На хуторе имеются две улицы — Мира и Свободы.